# Verkiezingen voor het Europees Parlement 2014/Kandidatenlijst/GroenLinks

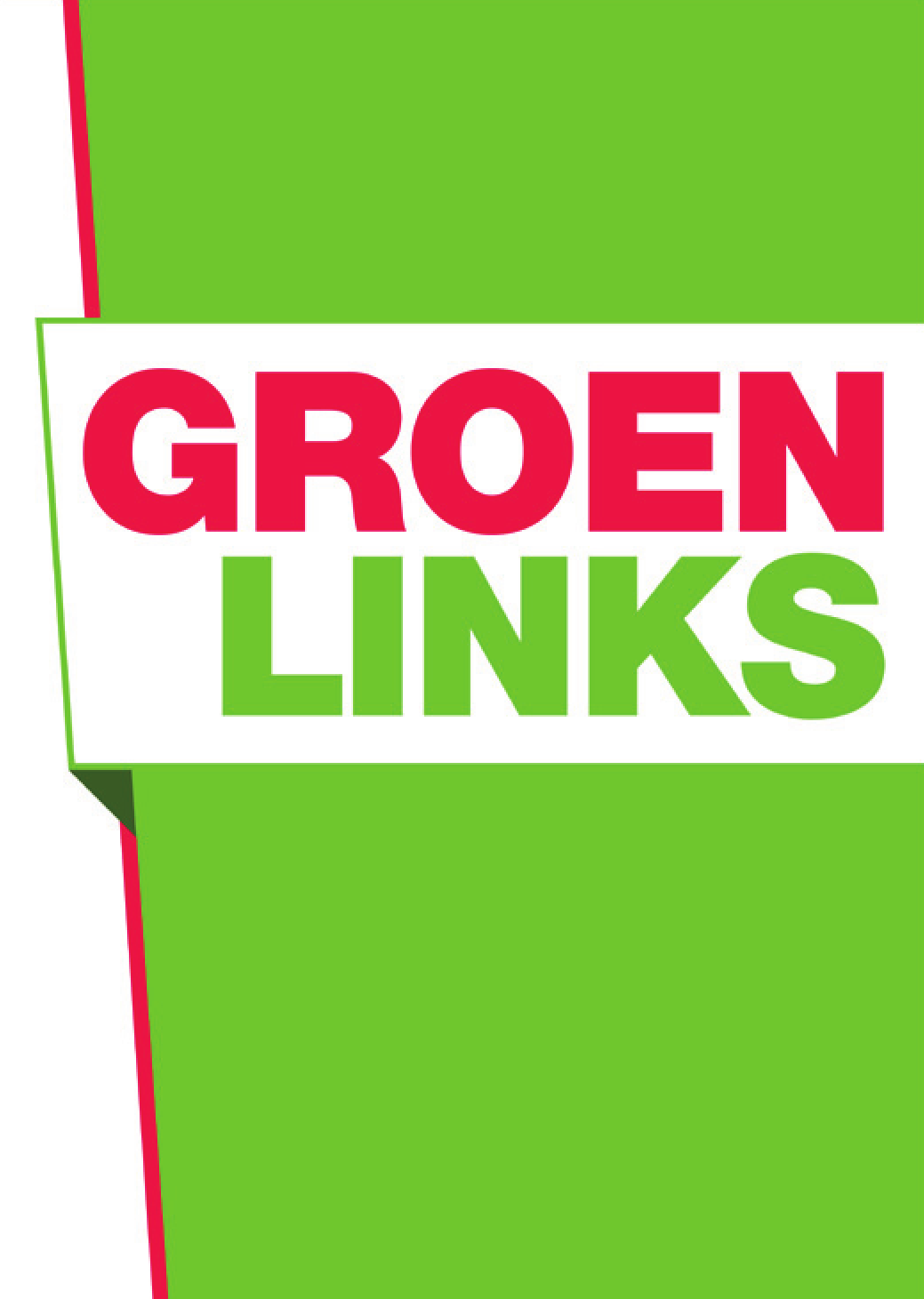
Campagneposter

De kandidatenlijst voor de Europese Parlementsverkiezingen 2014 van GROENLINKS (lijstnummer 6) is na controle door de Kiesraad als volgt vastgesteld:
1. Eickhout B. (Bas) (m), Utrecht
2. Sargentini J. (Judith) (v), Amsterdam
3. Gijsbertsen M.T. (Mattias) (m), Groningen
4. Diks L.I. (Isabelle) (v), Leeuwarden
5. De Araujo Cerqueira de Brito L.D. (Lara) (v), Wageningen
6. Krabbendam G. (Gert-Jan) (m), Maastricht
7. Dertien D.A.A. (Daphne) (v), Enschede
8. Vergeer J. (Jeroni) (v), Amsterdam
9. Smits T. (Truuske) (v), Krakau (PL)
10. Van de Ven T.O.S. (Toine) (m), Vught
11. Tomruk-Kisi G. (Guliz) (v), Deventer
12. Van den Brand A. (Arie) (m), Spierdijk
13. Strik M.H.A. (Tineke) (v), Oosterbeek
14. Smeulders P.H.M. (Paul) (m), s-Hertogenbosch
15. Pennarts-Pouw A.M.A. (Mariëtte) (v), Montfoort
16. Blom J.G.W. (Jasper) (m), Amsterdam
17. Meijer M. (Marjolein) (v), Hilversum
18. Bellemakers H.A. (Huub) (m), Nijmegen
19. Grashoff H.J. (Rik) (m), Delft
20. Van Dijk P.B.M. (Nel) (v), Almere
21. Lagendijk J.J. (Joost) (m), Istanbul (TR)
22. Bijlo V.R. (Vincent) (m), Bunnik

CDA-Europese Volkspartij · 
PVV (Partij voor de Vrijheid) ·
P.v.d.A./Europese Sociaaldemocraten ·
VVD ·
Democraten 66 (D66)-ALDE ·
GROENLINKS ·
SP (Socialistische Partij) ·
ChristenUnie-SGP ·
Artikel50 ·
IQ, de Rechten-Plichten-Partij ·
Piratenpartij ·
50PLUS ·
De Groenen ·
Anti EU(ro) Partij ·
Liberaal Democratische Partij ·
JEZUS LEEFT ·
ikkiesvooreerlijk.eu ·
Partij voor de Dieren ·
Aandacht en Eenvoud